# Patto di non concorrenza
Il patto di non concorrenza è una clausola contrattuale che può essere introdotta di comune accordo fra datore e prestatore di lavoro secondo la legge italiana. Essa limita la facoltà del prestatore di lavoro di svolgere attività professionali in concorrenza con l'azienda, a seguito di una cessazione del rapporto di lavoro.

## Analisi

### Disciplina normativa
Il patto di non concorrenza è disciplinato agli artt. 2125, 2596 e 1751-bis del codice civile, rispettivamente per lavoratori dipendenti, autonomi e agenti commerciali. La disciplina è applicabile anche ai c.d. lavoratori parasubordinati (in dottrina, la tesi è sostenuta da Daniele Iarussi). Il lavoratore può concordare un pagamento mensile che è soggetto a contributi pensionistici e integra la retribuzione, oppure alla cessazione del contratto, soggetto agli obblighi e al regime fiscale del TFR. In caso di declaratoria di nullità, il datore può chiedere la restituzione delle somme corrisposte in precedenza.
Il codice civile associa il patto di non concorrenza a un obbligo di fedeltà fra datore e prestatore di lavoro, che ha carattere di reciprocità.

### Nelle imprese con meno di 15 dipendenti
Nelle aziende aventi meno di 15 dipendenti vige una libertà di licenziamento de facto, limitandosi il diritto del lavoratore all'applicazione della sola tutela obbligatoria, non di quella reale (art. 18 Statuto dei lavoratori). L'azienda può licenziare sostenendo il costo di un'indennità, il prestatore di lavoro ha l'obbligo di non concorrenza durante, e fino a tre anni dopo la cessazione del rapporto di lavoro. In presenza di patti di non concorrenza in aziende di queste dimensioni, detto obbligo di fedeltà sussiste in modo prevalente o esclusivo a carico del prestatore di lavoro, e perde il carattere di reciprocità.
Nelle aziende con meno di 15 dipendenti, dove non si applica la tutela obbligatoria, il patto di non concorrenza pone i problemi, di cui ai capoversi precedenti, in entrambe le opposte situazioni, uno in caso di nullità davanti alle dimissioni del lavoratore, e l'altro di applicabilità.

## Effetti
Il lavoratore che viola tale patto può essere accusato di concorrenza sleale, mentre l'azienda che lo assume di concorrenza parassitaria. Il datore può chiedere l'applicazione di una penale prevista nel precedente contratto di assunzione, e al giudice di ingiungere l'inibizione all'espletamento dell'attività lavorativa in violazione del patto.
L'azienda non può riservarsi un'opzione di esercizio o di rinuncia unilaterale al patto di non concorrenza durante o alla cessazione del rapporto di lavoro.

## Giurisprudenza
La giurisprudenza riconosce a tutte le categorie di lavoratori alcuni diritti minimi, che la clausola di non concorrenza deve rispettare a pena di inefficacia:
- obbligo della forma scritta;
- durata massima non superiore a quella prevista per legge (5 anni per i dirigenti e 3 anni per le altre categorie);
- limitazione di luogo, tempo e oggetto non esclusive;
- l'onerosità del contratto: il datore deve corrispondere una maggiorazione percentuale della retribuzione, evidenziate a parte nel contratto di assunzione, per tutta la durata del rapporto di lavoro, proporzionale alla durata, estensione territoriale e di oggetto dell'obbligo di non concorrenza. La contrattazione collettiva in questo senso non provvede a individuare dei massimali e dei parametri di valutazione di dette indennità, uniformi a livello nazionale;

Il patto di non concorrenza deve garantire al lavoratore:
- la capacità redditizia, di assicurarsi un guadagno idoneo alle proprie esigenze di vita;
- le potenzialità professionali, non risultando compromettente per la carriera e il diritto a migliorare le proprie condizioni di lavoro;
- la coerenza dell'impiego con la professionalità, sia quella acquisita durante gli studi sia nelle esperienze lavorative pregresse;

Il giudice del lavoro può stabilire la non sussistenza di una di queste condizioni nel patto di non concorrenza, dichiarandone l'inefficacia.

## Patto di non concorrenza tra imprese

### Cessione di ramo d'azienda
Il divieto di concorrenza è previsto dall'art. 2557 del codice civile fra alienante e acquirente di un'azienda o di un suo ramo esternalizzato. La durata è di cinque anni, salvo diverso accordo fra le parti, che è generalmente di prassi. L'azienda cedente deve astenersi dall'avviare un'impresa commerciale che insista sul medesimo mercato o prodotto o comunque su circostanze tali da sviare la clientela dell'impresa ceduta.
Normalmente, le imprese multiprodotto prevedono un divieto di concorrenza interna fra divisioni che insistono sui medesimi prodotti e/o mercati. Anche questa norma è volta a preservare l'unità economica e funzionale dell'azienda, nonché il suo valore di avviamento.

### Nel mercato del lavoro
Appartiene a tale fattispecie lo storno di dipendenti da un concorrente con mezzi scorretti e con deliberato scopo di trarre vantaggio dal danno dell'altrui azienda. Talvolta, tale forma di concorrenza sleale è posta in essere unitamente alla concorrenza parassitaria che imita pedissequamente le iniziative di un concorrente, nonché alle vendite sottocosto (dumping) finalizzata al boicottaggio economico per escludere un concorrente dal mercato.

Gli operatori economici si alleano contro un nuovo comune competitore al fine di privarlo dell'accesso ai mercati del lavoro e delle loro reti di fornitura e distribuzione, al prezzo di attuare vendite sottocosto e in perdita che sarebbero poi recuperate una volta consolidato un oligopolio.
Il patto di non-concorrenza fra imprese può essere anche la più generale espressione dell'interesse a colludere degli operatori economici di un dato mercato. Per quanto riguarda il costo del lavoro, le imprese tendono a livellare al ribasso le retribuzioni complessive globali di fatto, evitando di contendersi  le risorse professionali più rare e qualificate mediante offerte e controproposte di lavoro. Allo stesso tempo, incentivano la formazione di un surplus di risorse umane qualificate più del necessario (cosiddetto rischio di overstudying), in modo tale che l'eccesso di offerta rispetto alla domanda locale collochi il prezzo di equilibrio del mercato del lavoro a favore dei datori.